# Szczep Rogate Serce

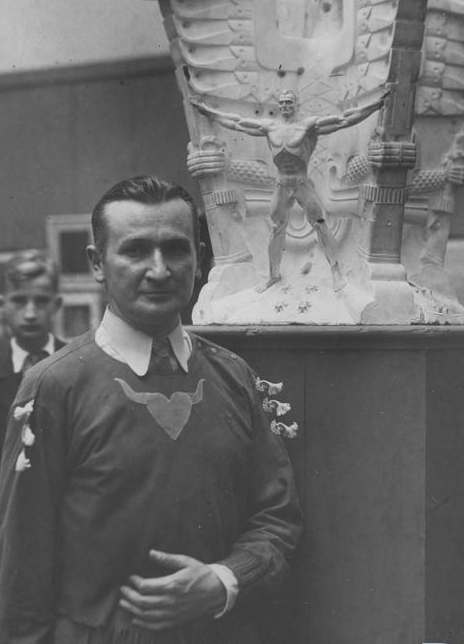
Stanislaw Szukalski, fondatore della Szczep Rogate Serce

Szczep Rogate Serce (traducibile in tribù dal cuore cornuto), anche nota con l'acronimo SRS, è un'organizzazione neopagana polacca.
Fu fondata dallo scultore Stanisław Szukalski che nel 1929 riunì attorno a sé un gruppo di artisti, con l'intento di sviluppare una corrente artistica che prendesse ispirazione dall'antica cultura slava, in quanto il Cristianesimo era da loro giudicato un fattore di corruzione della cultura nazionale.
Del gruppo fecero parte gli artisti Marian Konarski, Stefan Zechowski, Czesław Kiełbiński, Julian Makarewicz, Franciszek Fraczek e Wacław Boratynski; alcuni membri del gruppo cambiarono i loro nomi di origine cristiana in altri di origine paleo-slava.
Nel 1930 iniziarono a pubblicare la rivista Krak; le attività del gruppo andarono avanti fino al 1936 con l'organizzazione di numerose mostre in tutto il paese, la pubblicazione di articoli su giornali e riviste e l'emissione di cartoline postali illustrate con le loro opere.
Szukalski progettò la costruzione di un altare del Sole e di un tempio pagano dedicato al dio Politwarus, una creazione "teologica" del gruppo e il cui nome è formato dalle abbreviazioni dei nomi della Polonia, della Lituania e della Russia.
Dopo la morte di Szukalski nel 1987, lo SRS rimase attivo fino al 1998, anno della morte di Marian Konarski, ultimo membro del gruppo. Da allora non si hanno più notizie di sue attività e attualmente non è presente nel registro delle organizzazioni religiose del Ministero dell'Interno.